# Liste der Mitglieder der National Academy of Sciences/2017
Im Jahr 2017 wählte die National Academy of Sciences der Vereinigten Staaten 104 Personen zu ihren Mitgliedern.

## Neugewählte Mitglieder
- Lia Addadi
- Nima Arkani-Hamed
- Phaedon Avouris
- Phil S. Baran
- Frank S. Bates
- Stephen B. Baylin
- Yasmine Belkaid
- Stephen P. Bell
- Dominique Bergmann
- Sangeeta N. Bhatia
- Maury D. Bramson
- Gyorgy Buzsaki
- Dana Carroll
- David Charbonneau
- Emmanuelle M. Charpentier
- Chien-Jen Chen
- C. Y. Cyrus Chu
- Geoffrey W. Coates
- Judith G. Cohen
- Robert H. Crabtree
- John E. Cronan
- Gergely Csibra
- Christopher C. Cummins
- Marcetta Y. Darensbourg
- Ronald A. DeVore
- Douglas W. Diamond
- Chris Q. Doe
- Esther Duflo
- Robert H. Edwards
- Noam D. Elkies
- Mary K. Firestone
- Baruch Fischhoff
- Carl Folke
- Kenneth C. Freeman
- David D. Ginty
- Christopher K. Glass
- Yale E. Goldman
- Gabriela Gonzalez
- Francisco Guinea
- John L. Hagan
- F. Duncan M. Haldane
- Mary E. Hatten
- Arthur F. Hebard
- Tony Hoare
- David A. Huse
- Klavs F. Jensen
- Leemor Joshua-Tor
- Barbara B. Kahn
- Donald R. Kinder
- J. Michael Kosterlitz
- Mitchell A. Lazar
- Sang Yup Lee
- Alexander Levitzki
- Richard M. Locksley
- Scott W. Lowe
- Guillermina Lozano
- Fiona B. Marshall
- Iain Mattaj
- Nergis Mavalvala
- Jeffrey S. Moore
- Melissa J. Moore
- Shigefumi Mori
- Karen E. Nelson
- Jodi M. Nunnari
- Patrick H. O’Farrell
- Donald R. Ort
- Ariel Pakes
- Gary Parker
- Ardem Patapoutian
- Joseph Sriyal Malik Peiris
- Claudio Pellegrini
- Craig S. Pikaard
- James R. Priess
- John R. Pringle
- James T. Randerson
- Nicholas Read
- Carol V. Robinson
- Henry L. Roediger, III
- Amy C. Rosenzweig
- Douglas W. Schemske
- Dolph Schluter
- Karen C. Seto
- Robert M. Seyfarth
- L. David Sibley
- Robert F. Siliciano
- Wolf Singer
- Douglas E. Soltis
- Daniel A. Spielman
- Jonathan Sprent
- Alexei A. Starobinsky (1948–2023)
- Michael R. Strand
- Madhu Sudan
- Irma Thesleff
- Sarah Tishkoff
- Michael Tomasello
- Arild Underdal
- David C. Van Essen
- John E. Vidale
- Anne M. Villeneuve
- Paul O. Wennberg
- Rachel I. Wilson
- Junying Yuan
- James C. Zachos
- Don B. Zagier